# Căinarii Vechi, Soroca
Căinarii Vechi este satul de reședință al comunei cu același nume  din raionul Soroca, Republica Moldova.

## Demografie

### Structura etnică
Structura etnică a satului conform recensământului populației din 2004:
| Grup etnic         | Populație | % Procentaj |
| ------------------ | --------- | ----------- |
| Moldoveni / Români | 1.744     | 57,35%      |
| Ucraineni          | 1.262     | 41,5%       |
| Ruși               | 25        | 0,82%       |
| Țigani             | 4         | 0,13%       |
| Găgăuzi            | 2         | 0,07%       |
| Alții              | 4         | 0,13%       |
| Total              | 3.041     | 100%        |

Conform recensământului din 2014, populația satului a scăzut la 2.672 locuitori. Procentul moldovenilor a crescut la 67,3%, și cel al țiganilor la 1,2%. Procentul ucrainenilor, însă, a scăzut la 29,9%.

## Istoric
Satul așezat pe amândouă maluri ale râului Căinari, își trage numele de la cuvântul turcesc ,,kaynak" - adică,,izvor puternic". Câteva toponime locale amintesc de 12 măguri(tumuli) medievale, unde au fost moșiile lui: "Buga"; "Cialâc"; "Nacu"; "Botezatu"; "Casian" și alte toponime. Prima atestare documentară a satului e cunoscută a fi de pe timpul lui Alexandru Lăpușneanu, cu numele "Căinărești"; în 1570 și 1606, octombrie, e însemnat "Căinari", iar în 1812 satul era scris în acte "Căinarii Vechi". Biserica veche de lemn, acoperită cu stuf, a fost construită în 1789, iar cea de zi, care este și astăzi, "Nașterea Maicii Domnului", s-a construit în 1878. Căinarii Vechi, fiind lângă un vechi drum militar, a fost martor a mai multor operațiuni armate sau atacuri barbare. Un atac tătăresc a fost în 1711, după ce trecuse pe aici Petru cel Mare, înaintând spre Iași, unde îl aștepta Dimitrie Cantemir, ca să se bată cu turcii la Stănilești, împotriva sfatului lui Ion Neculce, care se îndoia că otomanii vor fi învinși(precum a și fost) și care a și descris situația critică din țară: ,, ... au purcesu împăratul în gios, pre Nistru, până la Soroca. Ș-au agiunsu temeiul oștii sale, pedestrimea, adusă tocma de la Riga degrabă, ostenită și flămândă. Și au trecut Nistru pre la Soroca și au lăsat acolo o samă ce era bolnavi și leșinați, iar cu cei ce era mai tare au venit dreptu preste câmp la Prut, la Zagarance... Iar când au sosit împăratul la Soroca, au scris lui Dumitru Galenici să răpadă 4000 saci de pâine cu căruță din Chiov, să de oștii cei bolnave de la Soroca, și să răpară o samă de căruță și aice în Iași, după dânsul, înțelegând că nu-i pâine în Moldova. Deci trimițând Galenici câteva tabere de căruță cu pâine după împăratul, o samă de căruță s-au poprit la Soroca, iar o samă au venit la Ieș mai târdziu, iar pre o tabără de căruțe au lovit-o tătarii la Bălțile Căinarului și i-au făcut mici fărâme, de n-au scăpat un omu". (Letopisețul Țării Moldovei, Chișinău, 1990, p. 384-385). Iar "Bălțile Căinarului" erau în lunca nu prea mare, ce e pe malul stâng, aici la gura Bulatei, unde era moara de apă pe Căinari - de la locul morii până la "Poșta Veche", pe Bulata; iar podul peste Căinari, a drumului militar "Iași-Soroca" era între satele Căinarii Vechi și Bezeni. (Harta topografică militară a Imperiului Rus 1846-1863, foaia 27-6, 1868-1893). Acelaș drum militar, ce nu mergea pe malul râului, e indicat pe o hartă mai veche, a principalelor drumuri din 1799, între Soroca și Bălți fiind indicate doar localitățile "Căinari" și "Cubolta". (Harta hotarelor guberniilor Rusiei la sfârșitul sec. XVIII).